# Víctor Claver
Víctor Claver Arocas (ur. 20 sierpnia 1988 w Walencji) – hiszpański koszykarz grający na pozycji niskiego skrzydłowego w drużynie Valencia Basket. 
Wraz z reprezentacją Hiszpanii zdobył złoty medal Eurobasketu 2009, który odbył się w Polsce. Wziął udział w drafcie 2009 i został wybrany z numerem 22 przez Portland Trail Blazers.

## Kariera
Claver rozpoczął swoją karierę grając w młodzieżowych zespołach Maristas i Valencia w Hiszpanii. W Valencii zadebiutował w trakcie sezonu 2006-07. W tamtym czasie jego klub grał na drugim poziomie Europejskim. W Pucharze Europy po raz pierwszy zagrał w sezonie 2007-08.
11 lipca 2012 Claver podpisał trzyletni kontrakt z Portland Trail Blazers.
13 lipca 2021 został po raz kolejny w karierze zawodnikiem Valencia Basket.

## Osiągnięcia
Stan na 14 września 2023, na podstawie, o ile nie zaznaczono inaczej.

### Drużynowe
- Mistrz:
  - Eurocupu (2010, 2015)
  - Hiszpanii (2021)
- Wicemistrz:
  - Euroligi (2021)
  - Eurocupu (2012)
  - VTB (2015)
  - Hiszpanii (2019, 2020)
- Brąz Euroligi (2016)
- Zdobywca Pucharu Hiszpanii (2018, 2019, 2021)
- Finalista:
  - Superpucharu Hiszpanii (2010, 2016, 2019, 2020)
  - Pucharu Hiszpanii (2006)
- 3. miejsce w:
  - pucharze Hiszpanii (2010, 2011, 2017)
  - superpucharze Hiszpanii (2018)

### Indywidualne
- Zwycięzca konkursu wsadów ligi ACB (2008)
- Wschodząca Gwiazda EuroCup (2010)
- MVP mistrzostw Hiszpanii kadetów (2003)

### Reprezentacja
Seniorska
- 3-krotny mistrz Europy (2009, 2011, 2015)
- Wicemistrz olimpijski (2012)
- Brązowy medalista:
  - mistrzostw Europy (2013)
  - olimpijski (2016)[6]
- Uczestnik mistrzostw świata (2010 – 6. miejsce, 2014 – 5. miejsce, 2023 – 9. miejsce[7])

Młodzieżowe
- Brązowy medalista:
  - mistrzostw Europy U–20 (2008)
  - mistrzostw Europy U–18 (2006)
- Uczestnik mistrzostw świata U–19 (2007 – 7. miejsce)
- Zaliczony do składu najlepszych zawodników podczas mistrzostw Europy:
  - U–18 (2006)
  - U–20 (2008)